# Гольдшмидт, Гертруда
Гертруда Гольдшмидт (нем. Gertrud Goldschmidt, полное имя Gertrud Louise Goldschmidt, также известна как Gego; 1912—1994) — венесуэльская художница и скульптор немецкого происхождения.
Представительница направления современного искусства ZERO. Вместе с Лижией Кларк и Мирой Шендель, стали самыми известными южноамериканскими художницами второй половины XX века.

## Биография
Родилась 1 августа 1912 года в Гамбурге в еврейской семье и была шестой из семи детей Эдуарда Гольдшмидта (Eduard Martin Goldschmidt) и его жены Элизабет Ден (Elizabeth Hanne Adeline Dehn). Хотя Гертруда была племянницей историка искусства Адольфа Гольдшмидта, который преподавал в Берлинском университете, она решила поступить в 1932 году в Техническую школу Штутгарта (ныне Штутгартский университет), где её преподавал известный масонский художник Пауль Бонатц. Окончив вуз в 1938 году, она получила диплом инженера-архитектора. К этому времени к власти в Германии пришли нацисты, жизнь еврейских семей стала очень трудной; её немецкое гражданство было аннулировано в 1935 году. Семья была вынуждена покинуть Германию и переехала в 1939 году в Венесуэлу.
В 1940 году она познакомилась с немецким градостроителем из архитектурной фирмы Эрнстом Гунцем (Ernst Gunz), за которого вышла замуж. При его поддержке она создала собственную мастерскую Gunz, которая занималась дизайном и производством мебели и светильников. Параллельно она выполняла работу по ряду архитектурных заказов. В 1942 году у супругов родился сын Томас, а в 1944 году — дочь Барбара. Поле рождения второго ребёнка Гертруда закрыла мастерскую, чтобы проводить больше времени со своими детьми. К 1948 году она снова вернулась к проектированию частных домов, ночных клубов и ресторанов. В 1952 году Гертруда получила гражданство Венесуэлы и в этом же году развелась с Эрнстом Гунцем. Вскоре она встретила графического дизайнера, художника и преподавателя Герда Лойферта, который стал её спутником жизни с 1953 года. Они поселились в городе Tarma в штате Варгас. В этот период Гертруда делала свои первые работы — рисунки и акварели, занималась монотипией и гравюрой; её произведения были в стиле фигуративизма и экспрессионизма.
В 1956 году супруги вернулись в Каракас, где Гертруда начала создавать трехмерные работы благодаря поддержке Алехандро Отеро и Хесуса Сото. Одновременно она занималась преподавательской деятельностью, которая длилась с 1958 по 1977 год в учебных заведениях Венесуэлы: Школа пластических искусств им. Кристобала Рохаса (1958—1959); Архитектурный факультет Центрального университета Венесуэлы (1958—1967); Институт дизайна, Фонд Неймана (1964—1977). В 1959 году Гертруда сопровождала своего мужа на учёбу в Университете штата Айова; затем, в 1960 году, он учился и работал в мастерской Threitel-Gratz Co. в Нью-Йорке. В этом же году она вернулась в Каракас и продолжила активно заниматься кинетическим искусством.
В 1961 году первая большая персональная выставка Гертруды Гольдшмидт была организована в Музее изобразительных искусств в Каракасе под названием «Dibujos recientes». В 1962 году она создала скульптуру для штаб-квартиры Индустриального банка Венесуэлы — свою первую крупную работу, интегрированную в архитектуру, получив также первую свою награду: Primer Premio de Dibujo, IV Exposición Nacional de Dibujo y Grabado (Первая премия в категории рисунка на IV Национальной выставке рисунка и гравюры).
В 1963 году Гертруда специализировалась по педагогическим предметам в Университете Беркли в Калифорнии по стипендии Совета по научному и гуманистическому развитию Центрального университета Венесуэлы. В том же году она посетила по приглашению Джун Уэйн мастерскую литографии Tamarind Lithography Workshop в Лос-Анджелесе (ныне Институт Тамаринда) и сделала множество гравюр в мастерской Института графики Пратта в Нью-Йорке. С 1964 года художница начала экспериментировать с проволокой из нержавеющей стали вместо обычной, что придало её работам изящество. С 1967 года занималась в Каракасе пластическими и скульптурными работами.
Умерла 17 сентября 1994 года в Каракасе.
После смерти Гертруды Гольдшмидт, в 1994 году, её дети и внуки взяли на себя ответственность за сохранение наследия художницы, основав фонд Fundación Gego.

## Творчество
Гольдшмидт наиболее известна своими геометрическими и кинетическими скульптурами, выполненными в 1960-х и 1970-х годах. Ее серия Reticuláreas является самой популярной и самой обсуждаемой группой художественных работ. Первая серия была создана в 1969 году — куски алюминия и стали были соединены вместе, чтобы создать переплетение сетей и тканей, которое заполнило всё помещение при экспонировании. Внимание художницы к линии и пространству создало интересное произведение искусства для зрителя. После ее смерти коллекция Reticuláreas находится в Национальной художественной галерее Каракаса в Венесуэле.
Гертруда Гольдшмидт была участницей многих выставок с 1958 года. После смерти её работы продолжают выставляться и в XXI веке. Большая часть её произведений находится в Музей современного искусства Каракаса.
- Некоторые работы

## Признание
Гертруда Гольдшмидт и её работы были удостоены множества наград, среди которых: 
- Primer Premio de Dibujo, IV Exposición Nacional de Dibujo y Grabado, Facultad de Arquitectura y Urbanismo, Universidad Central de Venezuela, Caracas (1962).
- Primer Premio de Escultura XII Salón D’Empaire de pintura y escultura. Maracaibo (1967).
- Premio Adquisición, XXVIII Salón Oficial Anual de Arte Venezolano, Museo de Bellas Artes, Caracas (1967).
- Premio Nacional de Dibujo, en el XXIX Salón Oficial Anual de Arte. Dibujo y Grabado. Museo de Bellas Artes, Caracas (1968).
- Premio Bolsa de Trabajo, Salón Las Artes Plásticas en Venezuela, Museo de Bellas Artes, Caracas (1972).
- Premio de Adquisición. Salón Las Artes Plásticas en Venezuela, Museo de Bellas Artes, Caracas (1976).
- Premio Nacional de Artes Plásticas. Salón Las Artes Plásticas en Venezuela, Museo de Bellas Artes, Caracas (1979).

- Орден Андреса Бельо[исп.] 3-го класса (Medalla, 1976).
- Orden Андреса Бельо[исп.] 1-го класса (Banda de Honor, 1981).